# NSG Schwarzbruch und NSG Pechgraben bei Seligenstadt
NSG Schwarzbruch und NSG Pechgraben bei Seligenstadt este o arie protejată (arie specială de conservare — SAC, sit de importanță comunitară — SCI) din Germania întinsă pe o suprafață de 67,91 ha, integral pe uscat.

## Localizare
Centrul sitului NSG Schwarzbruch und NSG Pechgraben bei Seligenstadt este situat la coordonatele 50°03′11″N 8°57′20″E / 50.0531°N 8.9556°E.

## Înființare
Situl NSG Schwarzbruch und NSG Pechgraben bei Seligenstadt a fost declarat sit de importanță comunitară în noiembrie 2004 pentru a proteja 3 specii de animale. Situl a fost protejat și ca arie specială de conservare în martie 2008.

## Biodiversitate
Situată în ecoregiunea continentală, aria protejată conține 4 habitate naturale: Lacuri eutrofice naturale cu vegetație de tip Magnopotamion sau Hydrocharition, Fânețe de joasă altitudine (Alopecurus pratensis, Sanguisorba officinalis), Păduri de stejar sau de stejar și carpen sub-atlantice și medio-europene de Carpinion betuli, Păduri aluvionare cu Alnus glutinosa și Fraxinus excelsior (Alno-Padion, Alnion incanae, Salicion albae).
La baza desemnării sitului se află mai multe specii protejate:
- amfibieni (1): triton cu creastă (Triturus cristatus)
- nevertebrate (2): Vertigo angustior, Vertigo moulinsiana